# Крамер, Иоганн Ульрих
Иоганн Ульрих Крамер (нем. Johann Ulrich von Cramer; 8 ноября 1706 — 18 июля 1772) — профессор правоведения в Марбургском университете.
Применял к своей науке принципы философии Вольфа.
Главное сочинение: «Usus philosophiae Wofianae in jure» (1740) и «Opuscula» (1742).